# Journal officiel de la république de Djibouti
Pour les articles homonymes, voir Journal officiel et JO.
Le Journal officiel de la république de Djibouti (abrégé en JO ou en JORD) est le quotidien officiel édité par la Publication gouvernementale nationale, organe de l’État djiboutien, dans lequel sont publiés les décrets, arrêtés et lois signés par le président de la République, qui deviennent par ce moyen applicables dans le pays.
La publication du Journal officiel en langue française est bimensuelle.
Sous la colonisation française, le quotien officiel local a connu plusieurs appellations :
- le Journal officiel du protectorat de la côte française des Somalis et dépendances (de février 1900 à mars 1906) ;
- le Journal officiel du protectorat de la côte française des Somalis (à partir d’avril 1906) ;
- le Journal officiel de la côte française des Somalis (de 1920 à 1967) ;
- le Journal officiel du territoire français des Afars et des Issas (d’août 1967 à juin 1977).